# مهارات اجتماعية ومهنية
المهارات الاجتماعية والمهنية (SVS) هي مادة يمكن تدريسها في المدارس الثانوية درجة قياسية في اسكتلندا. وبخلاف المواد الأخرى في نظام التعليم الأسكتلندي، يتم انتقاء أولئك الذين يدرسون هذه المادة بكل عناية، بسبب الفشل في مواد أو موضوعات اجتماعية أخرى. ومع ذلك، فهناك استثناءات لهذه القاعدة، مثل أكاديمية إلجن في موراي، حيث يتم تدريس تلك المادة كمادة إجبارية إضافية في الدرجة القياسية لكل الطلاب، حيث يتم إعطاء معظم الطلاب إجماليًا محتملاً يصل إلى 9.

## وصلات خارجية
- Continuing Education Gateway